# Edu Expósito
Eduardo ("Edu") Expósito Jaén (Cubelles, 1 augustus 1996) is een Spaans voetballer die doorgaans speelt als middenvelder. In augustus 2022 verruilde hij Eibar voor Espanyol.

## Clubcarrière
Expósito speelde in de jeugd van Cubelles, Vilanova i la Geltrú, Gavà en Damm, alvorens hij in 2015 terechtkwam in de opleiding van Deportivo La Coruña. Bij die club maakte hij zijn professionele debuut op 7 mei 2017, toen met 1–2 verloren werd van Espanyol. Namens die club scoorden Léo Baptistão en Gerard Moreno en Florin Andone deed wat terug. Expósito mocht van coach Pepe Mel in de basis starten en hij werd in de rust vervangen ten faveure van Carles Gil. In het seizoen 2017/18 degradeerde Deportivo uit de Primera División. Op het tweede niveau kreeg de middenvelder overwegend een basisplaats en hij kwam ook voor het eerst tot scoren, toen hij op 8 december 2018 de score opende tegen Numancia. Uiteindelijk werd het 2–2.
In de zomer van 2019 verkaste Expósito voor circa vier miljoen euro naar Eibar, waar hij zijn handtekening zette onder een verbintenis voor de duur van vijf seizoenen. Met die club degradeerde hij na twee seizoenen naar de Segunda División. Hier speelde hij een jaar en na het mislopen van promotie werd de middenvelder voor circa vierenhalf miljoen euro overgenomen door Espanyol. Hier tekende hij voor vijf seizoenen. Met Espanyol degradeerde hij naar de Segunda División om na een jaar weer terug te keren op het hoogste niveau.

## Clubstatistieken
| Seizoen | Club                | Competitie       | Competitie | Competitie | Beker | Beker | Internationaal | Internationaal | Totaal | Totaal |
| Seizoen | Club                | Competitie       | Wed.       | Dlp.       | Wed.  | Dlp.  | Wed.           | Dlp.           | Wed.   | Dlp.   |
| ------- | ------------------- | ---------------- | ---------- | ---------- | ----- | ----- | -------------- | -------------- | ------ | ------ |
| 2016/17 | Deportivo La Coruña | Primera División | 1          | 0          | 0     | 0     | —              | —              | 1      | 0      |
| 2017/18 | Deportivo La Coruña | Primera División | 3          | 0          | 2     | 0     | —              | —              | 5      | 0      |
| 2018/19 | Deportivo La Coruña | Segunda División | 39         | 2          | 1     | 0     | —              | —              | 40     | 2      |
| 2019/20 | Eibar               | Primera División | 35         | 4          | 3     | 0     | —              | —              | 38     | 4      |
| 2020/21 | Eibar               | Primera División | 31         | 0          | 3     | 0     | —              | —              | 34     | 0      |
| 2021/22 | Eibar               | Segunda División | 42         | 7          | 3     | 1     | —              | —              | 45     | 8      |
| 2022/23 | Espanyol            | Primera División | 28         | 2          | 4     | 1     | —              | —              | 32     | 3      |
| 2023/24 | Espanyol            | Segunda División | 21         | 1          | 2     | 0     | —              | —              | 23     | 1      |
| 2024/25 | Espanyol            | Primera División | 10         | 0          | 1     | 0     | —              | —              | 11     | 0      |
| Totaal  | Totaal              | Totaal           | 210        | 16         | 19    | 2     | 0              | 0              | 229    | 18     |

Bijgewerkt op 9 april 2025.